# Charlotta Cederström
Christina Charlotta Cederström, née Mörner af Morlanda (1760-1832), est une peintre. Elle fut membre de l’Académie royale des arts de Suède et de l'Académie des beaux-arts (France).